# 1 de novembre
El primer de novembre o primer de santandria és el tres-centè cinquè dia de l'any del calendari gregorià i el tres-cents sisè en els anys de traspàs. Queden 60 dies per finalitzar l'any.

## Esdeveniments
Països Catalans
- 1874 - Nova York: primer número de la revista mensual il·lustrada, editada en català, La Llumanera de Nova York.[3]
- 1924 - Gelida: S'inaugura el Funicular de Gelida, que uneix el centre urbà amb l'estació de tren de la població, situada en una cota inferior.[4]
- 1995 - Vilafranca del Penedès (Catalunya): Els Castellers de Vilafranca fan per primer cop a la història del món casteller el 4 de 9 amb folre i l'agulla.
- 1999 - Vilafranca del Penedès (Catalunya): Els Castellers de Vilafranca carreguen per primer cop al segle XX el 2 de 8 sense folre.
- 2002 - Vilafranca del Penedès (Catalunya): Els Castellers de Vilafranca intenten per primer cop a la història del món casteller el pilar de 9 amb folre, manilles i puntals.
- 2008 - Finalitza el procés de substitució a Catalunya del Cos Nacional de Policia i Guardia Civil pels Mossos d'Esquadra.[5]
- 2010 - Vilafranca del Penedès (Catalunya): Els Castellers de Vilafranca descarreguen per primer cop a la història del món casteller el 2 de 8 sense folre.
- 2010 - Vilafranca del Penedès (Catalunya): Els Castellers de Sants descarreguen per primer cop el 4 de 9 amb folre.
- 2022 - Vilafranca del Penedès (Catalunya): Els Castellers de Vilafranca aconsegueixen carregar per primer cop a la història el pilar de 9 amb folre, manilles i puntals.[6]

Resta del món
- 1290 - Londres (Anglaterra): Eduard I expulsa els jueus d'Anglaterra.
- 1478 - El Vaticà: Butlla Exigit sincerae devotionis affectus, de Sixt IV, que constitueix la partida de naixement de la Inquisición espanyola.[7]
- 1604 - Londres (Anglaterra): William Shakespeare hi estrena Otel·lo.
- 1610 - Roma: Pau V canonitza Sant Carles Borromeo.
- 1755 - Lisboa (Portugal): un gran terratrèmol i un tsunami destrueixen la ciutat gairebé del tot.
- 1803 - Laswari (Rajasthan, Índia): els britànics van guanyar la batalla de Laswari durant la Segona Guerra Anglo-Maratha.
- 1870 - Vaticà: El Papa Pius IX excomunica els responsables de l'annexió de Roma al Regne d'Itàlia.
- 1922 - Imperi Otomà: Atatürk n'aboleix el soldanat i Mehmed VI ha d'exiliar-se: és la fi de l'Imperi Otomà i el naixement de la Turquia moderna.
- 1950 - Vaticà: Pius XII declara com a dogma l'Assumpció de Maria.
- 1981 - Antigua i Barbuda: el país s'independitza del Regne Unit.
- 1993 - Entrada en vigor del Tractat de Maastricht, signat el 7 de febrer de 1992.
- 2003 - Madrid: la Casa Reial espanyola fa públic el compromís matrimonial del príncep Felip amb la periodista Letizia Ortiz.

## Naixements
Països Catalans
- 1764, València: Josepa Domènica Català de Valeriola, aristòcrata valenciana[8]
- 1923, Barcelona: Victòria dels Àngels, soprano, catalana[9]
- 1940, Algaida, Mallorca: Gabriel Janer Manila, escriptor mallorquí.[10]
- 1947, Banyuls de la Marenda, Rosselló: Nadine Cosentino, pintora i dissenyadora nord-catalana[11]
- 1955, Menàrguens: Joan Barceló i Cullerés, escriptor català[12]

- 1965, Girona: Gemma Nierga, periodista.[13]
- 1967, Girona: Marta Madrenas i Mir, advocada i política catalana.[14]
- 1968, Simat de la Valldigna, la Safor: Lourdes Boïgues i Chorro, escriptora valenciana fonamentalment de literatura infantil i juvenil.[15]
- 1975, Fuenlabrada, Espanya: Roberto Dueñas Hernández, jugador de bàsquet que guanyà fama jugant per al Barça.[16]

Resta del món
- 1220, Poissy, Regne de França: Alfons de Poitiers, príncep francès, germà i mà dreta del rei Lluís IX[17]
- 1542, Mòdena: Tarquinia Molza, compositora, poeta, cantant, filòsofa i virtuosa italiana, implicada en el Concerto delle donne[18]
- 1757, Possagno, Vèneto: Antonio Canova, escultor venecià.[19]
- 1797, Carlsruhe (ara Pokój), Silèsia: Maria Dorothea de Württemberg, arxiduquessa d'Àustria
- 1841, Freyenstein, Província de Brandenburg: Minna Cauer, pedagoga, periodista i escriptora feminista alemanya[20]
- 1850, Madrid: Rosario de Acuña, escriptora, pensadora i periodista espanyola (m. 1923).[21]
- 1864, Darmstadt, Gran ducat de Hessen i del Rin, Confederació Germànica: Elisabet de Hessen-Darmstadt, gran duquessa de Rússia, princesa alemanya i santa màrtir canonitzada; germana gran d'Alexandra Feodorovna[22]
- 1878, Buenos Aires, Argentina: Carlos Saavedra Lamas, polític argentí, Premi Nobel de la Pau de 1936[23]
- 1880, Berlín, Imperi Alemany: Alfred Wegener, meteoròleg alemany que el 1912 va proposar la teoria de la deriva dels continents[24]
- 1887, Stretford, Gran Manchester, Anglaterra: L.S. Lowry, pintor modernista anglès[25]
- 1889, 
  - Londres, Anglaterra: Philip Noel-Baker, atleta, polític i diplomàtic britànic, Premi Nobel de la Pau de l'any 1959[26]
  - Gotha, Imperi Alemany: Hannah Höch, artista plàstica i fotògrafa integrada en el moviment dadà, pionera del fotomuntatge[27]
- 1903, Saint-Germain-de-Joux, Ain, França: Jean Tardieu, poeta i dramaturg francès[28]
- 1907, Xangai, Xina: Wu Yonggang, director de cinema xinès[29]
- 1919, Àustria: Hermann Bondi, matemàtic i cosmòleg anglès[30]
- 1921, Viena: Ilse Aichinger, escriptora austríaca[31]
- 1924, 
  - Isparta, Turquia: Süleyman Demirel, President i set vegades Primer Ministre turc[32]
  - Ermont: Colette Renard, actriu i cantant francesa[33]
- 1932, Bilbao, País Basc: Joaquin Achúcarro, pianista basc.[34]
- 1933, Madrid, Espanya: Ramón Tamames Gómez, economista i polític espanyol.[35]
- 1943, Comiso, Sicília, Regne d'Itàlia: Salvatore Adamo, cantautor italià.[36]
- 1946, Jinjiang, Xina: Zhang Gaoli, polític xinès, es el primer dels quatre viceprimers Ministres del govern de la Xina (2017).[37]
- 1950:
  - Brooklyn, Nova York, EUA: Mitch Kapor, informàtic i empresari estatunidenc, dissenyador de Lotus 1-2-3.
  - Visalia, Califòrnia, EUA: Robert B. Laughlin, físic nord-americà, Premi Nobel de Física de l'any 1998.[38]
- 1953, Cocoa Beach, Florida: Jan Davis, astronauta estatunidenca.[39]
- 1958:
  - Nova York, EUA: Charlie Kaufman, guionista estatunidenc.[40]
  - Leningrad, Unió Soviètica: Maria Semiónova, escriptora i traductora literària russa.[41]
- 1960, Mobile (ciutat d'Alabama): Tim Cook, director general (CEO) d'Apple.[42]
- 1962, Michigan, EUA: Anthony Kiedis, cantant de la banda californiana "Red Hot Chili Peppers".[43]
- 1963:
  - Ruabon, Gal·les: Leslie Mark Hughes, futbolista i entrenador de futbol gal·lès.
  - Weyhe, Alemanya: Katja Riemann, actriu alemanya.[44]
- 1972, Sydney, Austràlia: Toni Collette, actriu australiana.[45]
- 1973, Mangalore, Karnataka, Índia: Aishwarya Rai, actriu i model índia.[46]
- 1978, Nova Brunswick, Canadà: Sonja Lang, lingüista i traductora, creadora de la llengua artificial toki pona.
- 1979, Londres, Anglaterra: Rachel Yankey, futbolista britànica.[47]

## Necrològiques
Països Catalans
- 1956, Sitges: Joaquim Sunyer i de Miró va ser un pintor català, considerat un dels màxims representants de l'estètica noucentista.[48]
- 1989, Sabadell: Maria Vinyes i Mayola, professora catalana (n. 1902).[49]

Resta del món
- 1155, El Barco de Ávila: Sant Pedro del Barco, prevere anacoreta.
- 1546, Màntua (Itàlia): Giulio Pippi, més conegut com a Giulio Romano,un pintor, arquitecte i decorador italià (n. 1499?)[50]
- 1700, Madrid, Corona de Castella: Carles II de Castella, monarca d'Espanya (1665-1700), rei de Castella, d'Aragó, de València, de Sicília, de Nàpols, de Sardenya; duc de Borgonya i de Milà i comte de Barcelona (n. 1661).[51]
- 1903, Berlín: Theodor Mommsen, jurista, professor universitari i historiador alemany, Premi Nobel de Literatura 1902 (n.1817).[52]
- 1921, Madrid: Francisco Pradilla y Ortiz, pintor espanyol.[53]
- 1950, Santiago, Xileː Eloísa Díaz Insunza, primera metgessa de Xile i d'Amèrica del Sud (n. 1866).[54]
- 1968, Atenes,(Grècia): Georgios Papandreu (en grec: Γεώργιος Παπανδρέου), economista i polític grec, que va fundar el partit socialista democràtic i que va exercir en diverses ocasions la tasca de primer ministre d'aquest país (n. 1888).[55]
- 1972, Venècia, Itàlia: Ezra Pound, poeta nord-americà (n. 1885).[56]
- 1975, Southampton (Nova York): Philip James, organista, compositor i director d'orquestra estatunidenc.
- 1982, Paso Robles, Califòrnia (EUA): King Vidor, director de cinema nord-americà, màxim exponent del cinema social dels anys vint i trenta (n. 1894).[57]
- 1993, Madrid: Severo Ochoa, metge i bioquímic de nacionalitat espanyola –i a partir del 1956 també nord-americana–, guardonat amb el Premi Nobel de Medicina o Fisiologia l'any 1959 pels seus estudis sobre la replicació de l'ADN (n. 1905).[58]
- 2008, Los Angeles, Califòrnia: Yma Sumac, cantant soprano peruana amb un registre de cinc octaves (n. 1922).[59]
- 2009, Milà, Alda Merini, poeta i escriptora italiana.[60]

## Festes i commemoracions
- Dia mundial del veganisme
- Diada de Tots Sants
  - Fira de Tots Sants de Cocentaina
  - Diada castellera de Tots Sants, a Vilafranca del Penedès.
- Santoral: Tots Sants; Nehemies, escriba; Austremoni de Clarmont, bisbe; Harald I de Dinamarca, rei; Benigne de Dijon, bisbe; Nuno Álvares Pereira, carmelita; Pere Almató, dominic màrtir; beat Amadeu de Portugal, fundador dels franciscans amadeïtes; persones no beatificades, venerades tradicionalment com a beats: Joan Fort, cartoixà; Arnau de Pinós, dominic.